# Provincia Rize
Provincia Rize este o provincie a Turciei cu o suprafață de  km², localizată în Turcia.